# 意外とシングルガール
『意外とシングルガール』（いがいとシングルガール）は、TBS系で1988年8月24日から同年9月28日まで、水曜ドラマ枠にて放送されたテレビドラマ。全6話。今井美樹主演による、結婚と仕事の間で揺れる､独身女性の微妙な心情を描いた恋愛ドラマで、1989年3月29日にはスペシャル版が放送された。

## 放送・配信
2014年4月1日からTBSオンデマンドで配信中。

## キャスト
- 秋本美樹（あきもと みき）〈26〉 - 今井美樹

主人公。東京都内のマンションで一人暮らし。百貨店店員を経て、建築デザイン事務所・B SIDE設計事務所デザイン課に勤務するショップ・プランナー。結婚後も仕事を続けたいと思っている。
百貨店店員時代には販売員として下着売場の黒い下着に配属されたが、思うように売れず、黄色の薔薇を購入し、黒のボディースーツ、スリープ、ブラジャーの間に黄色の薔薇を配置し、5000円の投資。5000円の黄色の薔薇の投資で売上が15万円増えた所で自信を持ってB SIDE設計事務所に転職したという。「大学の建築科・デザイン科出身の目に立って店舗改装の指示がとても出来ないと思っている。」とショップ・プランナーとしての仕事に消極的だったが、それを引き受けた（第1話）。
仕事に対しては無責任で、「ただのアイデア提供者」だと扱われるのが嫌で、「ちゃんと責任を取りたい」と思いつめている（第3話）。
高校では陸上部に所属、インターハイに出場経験もあり（第5話）、憧れの人物はバスケットボール部員で3年間交際していたが敢え無く失恋したという（スペシャル版）。
スペシャル編では堀口の紹介でニッポウ設計へ転職、矢沢セクションに配属。それを機に都内の別のマンションへ転居する。
- 津田慎一郎（つだ しんいちろう） - 村上弘明

建築デザイン事務所・B SIDE設計事務所デザイン課課長。美樹にプロポーズする。
美樹にはディスプレイ・デザイナーのままでは才能がもったいないと、ショップ・プランナーの提案を持ち掛けバックアップする（第1話）。
琢也からは軽く「ノッポ」と呼ばれている（第5話）。
美樹との結婚条件には第2話では「僕は共働きは好きではない。自分と結婚したら仕事を辞める事」だが、第4話では美樹を無理して一時「結婚してからも働いても構わない」としていた。
奈々が高校3年生の時の家庭教師を務めていたことがあり、美樹の勧めで見合いもしたが断念（第4話）。
スペシャル編ではスリランカへ海外出張。
- 堀口春彦（ほりぐち はるひこ）〈40代〉 - 西郷輝彦

B SIDE設計事務所がイタリアの内装材を取り扱いの一部を取引する一流建築事務所・P&I商事内装課 → インテリア課長。二値が良い投資家（第5話）。鹿児島県出身（第6話）。
妻と死別し、息子・憲太を男手で育てる。美樹にプロポーズするが、美樹は「ただのあしながおじさんです。」と否定的に発言（第1話）。
仕事の帰りに酒に酔って美樹の自宅マンションに入って来た津田は、とも子が、美樹と堀口は1年前から付き合っていた事を隠していたことを明かし、単なるあしながおじさんではなく、美樹と結婚する事だと言っていた（第2話）。
媚び付きで、見合い経験がなく、見合いというのは自立心がない者同士がやるものだと思い込んでいたという。美樹を自宅マンションまでタクシーで送ってあげた後、奈々との見合いを断り、正式に美樹にプロポーズする（第3話）。
美樹に本当の気持ちを伝えるために、結婚条件は「結婚しても仕事も続けても良い」。品川に趣味の部屋とだという別荘を所有。父の親戚はニッポウ設計社長で、美樹にニッポウ設計に転職する際の仲介役を務める（第4話）。
琢也からは軽く「メガネ」と呼ばれている（第5話）。
- 柴崎琢也（しばざき たくや） - 藤井郁弥（現・藤井フミヤ）

フリーター。南青山でカフェレストラン・アシスタントマネージャーを務めるバーテンバイト。美樹にプロポーズされるが友達以上恋人未満の関係。口の利き方が荒っぽいが根は善良でファッション感覚はとても良い。
美樹との初めての出会いは、夜中の銀座を歩いていた時に、近くのブティックのショーウィンドーでトノサマガエルのようないびきをかいて眠っていたところをマネキンかと思い込んでしまう。窓ガラスを強く叩くと美樹が目を覚ました後、美樹がどこにいるのか分からなくなりポカンとしてしまったのが可愛いと印象付けた。（第1話）
仕事疲れの美樹のためにカフェレストランでスペシャルドリンクとミネラル入りのサラダを作ってくれたり指圧もしてくれたりもした。美樹との結婚条件は「仕事を辞める事」（第3話）。
美樹の将来性と収入の安定性の為に理想に近づくべく中途採用でB SIDE設計事務所近くに本社を構える企業に入社、営業課に勤務。会社の研修中は昼は会社で、夜はカフェレストランで働く。（第5話）。
自分の生きる道を選ぶために、会社を辞め再びフリーターに（第6話）。
琢也を演じる藤井は本作品でドラマ初挑戦となる。
- 長尾とも子（ながお ともこ）〈26〉 → 木島とも子（きじま ともこ） - 小林聡美

B SIDE設計事務所デザイン課に勤務する美樹の同僚でデスク担当。
社内恋愛はあまり好まず、面食い（第2話）。貯金は約280万円（第5話）。
仲介を依頼している見合い会社に500人もの相手がいる（第3話）。
24回目の見合いの結果（第6話）、木島と結婚（第4話）。
美樹とプロポーズ中の津田、琢也、堀口の経済力・人柄・健康・愛情・年令を10点満点での点数を付けて高ければ美樹と結婚する事を提案したり、「サイコロブラザース」と呼んでいたりした（スペシャル編）。
- 木島洋介（きじま ようすけ） - 吉村明宏

B SIDE設計事務所デザイン課に勤務する美樹の上司。柔道三段（第2話）。自分の情熱に正直に決断力、純粋な一面もある（第4話）。貯金は約200万円（第5話）。
とも子を巡り、カフェバーにてシングル族の飲み会中に将来性、収入、価値、現実の一般論で衝突したり（第2話）、とも子の考案で訪れたスキー場内のレストランで堀口が琢也と津田の3人で美樹にプロポーズをしているという事を矢沢に伝えている最中に割って入って来た後に口論となったりと（スペシャル版）、琢也と衝突してしまう。
毎朝ジョギングを行う。ジョギングの試しにB SIDE設計事務所まで2時間5分で到着したこともある。B SIDE設計事務所が入居するビルの管理人と友人関係に。とも子と結婚（第4話）。
会社就職内定報告しにB SIDE設計事務所を訪れた琢也を無断で会社に来て結婚前のとも子をつきとめて暴行したと勘違いした（第5話）。
- 山中圭子（やまなか けいこ） - 宍戸史絵（新人）

美樹の大学時代の友人。アラビア語翻訳者。
第3話では琢也と肉体関係を持ったと告白。
- 堀口憲太（ほりぐち けんた） - 高橋友之

堀口と死別した妻との間の子。
内気でシャイなところを美樹に気に入られて、堀口が奈々と見合い中に動物園で見物したり（第3話）、美樹と堀口と一緒に美術館を観賞する（第6話）。
- 社員 - 野口敏郎、本沢秀之、山崎宙計、三浦浩史、石田由加

建築デザイン事務所・B SIDE設計事務所デザイン課に勤務する美樹の同僚たち。
- 職人 - 今村廣則

第1話でB SIDE設計事務所が時計店の内装工事を手配した壁貼り職人。木島の指示がなく、石積みをすべきところを誤って乱張りにしてしまった。
- 施工業者 - 町田幸夫

第2話で美樹が設計した店舗の内装建築工事を請負った業者。スペシャルでは矢沢が改装設計件を取得する渋谷109のファッションビル10階フロアの内装建築工事を担当。
- 水木奈々（みずき なな）〈26〉 - 香山まり子

とも子の知人の見合い会社の紹介で、子供がいても構わないと、美樹の勧めで堀口と、更に美樹の勧めで心配していた堀口がはっきりするのではないかととも子の考案でもあって津田の相手に。職歴なし。離婚1回。
奥床しく、堀口との交渉では、一日台所にいても退屈はしない、家の中の方で働くのが向いているとのことで見合いを断念した（第3話）。
津田とは、高校3年生からの縁で大学入学後も付き合いは続いていたが、母娘で「大学を卒業したらすぐ結婚を」と思っていた。それに対して津田は「30歳になるまで結婚するのは嫌だ。」とそれだけを拒否し破局（第4話）。津田との見合いも断念した（第5話）。
- 職人 - 梅津栄

第3話で美樹が考案で設計した飲食店・愚楽馬亭の飛石の水勾配の形状に合わせての張り直し工事を手配した石職人。
- ボーイ - 平田桃介

琢也のバイト先のカフェレストランの同僚。
- 社長 - 高橋政生

第3話で登場したB SIDE設計事務所に店舗デザインを依頼した飲食店・愚楽馬亭のオーナー。木島の不注意と美樹の不勉強による水勾配の形状の悪さで凹凸に着けて貼って磨き過ぎた飛石で開店セレモニーの帰りに雨で足を滑らせて怪我をした。
- ウェイター - 浅野和之

第4話で美樹と堀口が訪れたフランス料理店の従業員。
- トランペッター - 坂本一史

第4話で歩行橋下で演奏していた。
- 山田省三（やまだ しょうぞう） - 織本順吉

第5・6話でB SIDE設計事務所に店舗改装を依頼した山田時計店店主。美樹の店舗改装については玩具屋だと罵る。第6話で翔一が急に不機嫌となってしまい、店舗改装を発注する気を失うが、一転し美樹をショップ・プランナーとして立てて店舗改装を決意。
- 山田翔一（やまだ しょういち）〈28〉 - 黒田アーサー

第5話で登場。省三の息子で、山田時計店の後継者（二代目）。会社員。独身。特技はスキーで、大学3年時には学生スキー選手権で回転4位の経歴を持つ。あまりにもしつこい性格であり、美樹をホテルに誘おうとしたが嫌われた。第6話では美樹を巡って、津田が第4の結婚相手ではないかと疑ったり、琢也に呼び出され美樹に仕事をさせなかったとしてトラブルとなる。

### スペシャル
- 矢沢良樹（やざわ よしき）〈30代〉 - 古尾谷雅人

ニッポウ設計チーフ・デザイナー。芸大出身のエリートで建築界若手のホープとされる。高校時代はバスケットボール所属で選手を務めた事もある。独身。酒はあまり飲めず飲食店ではブランデーを少なめにしている。三枝とは恋仲関係。
- 三枝（さえぐさ） - 田中美佐子

ニッポウ設計勤務デザイナー。矢沢セクション所属。矢沢とは恋仲関係。
- 三浦（みうら） - 森尾由美

琢也の女友達。
- 米田（よねだ） - 桜金造

ニッポウ設計勤務デザイナー。矢沢セクション所属。
- 大西（おおにし） - 段田安則

ニッポウ設計勤務デザイナー。矢沢セクション所属。神経質。
- 螢雪次朗
- 梅沢（うめざわ） - 土田由美

ニッポウ設計アルバイト社員。矢沢セクション所属。
- 関昌治
- 石黒正男
- 大所金太郎
- 花添友之

## スタッフ
- 脚本 - 今野勉
- 音楽 - Presented By 松任谷由実
- 主題歌 - 松任谷由実『メトロポリスの片隅で』（アルバム『DA・DI・DA』より）
- 挿入歌 - 今井美樹『キスより吐息より』[2]
- 協力 - 品川プリンスホテル、大陸書房、緑山スタジオ・シティ、東通、アンビエンテ、日比谷シャンテ、目黒区美術館
- 衣裳協力 - abahouse、abahouse devinette、Best House、be released、ルーニィ、BRAINS、MEN'S BIGI、TETE HOMME（連続ドラマ）、COLLECTIONS'Y、abahouse、BRAINS、byblos、ルーニィ、エフ・シー・オー、Chantal Thomass、STIMULUS（スペシャル）
- 技術 - 小南朗（連続ドラマ）、田中文夫（スペシャル）
- カメラ - 杉田謙三、大場俊、田中文夫、川村悦夫（連続ドラマ）、野条光一（スペシャル）
- 映像 - 野々村直、内田勉、秋本新一（連続ドラマ）、山川啓一（スペシャル）
- 音声 - 秋吉隆伸、山口茂、中村徳幸、田中信孝（連続ドラマ）、渡辺秀治（スペシャル）
- 照明 - 小野寺瑞樹、田頭祐介、石井美宏、剛谷浩（連続ドラマ）、田頭祐介（スペシャル）
- 音響 - 本沢利明（連続ドラマ）、本沢利明、若林秀夫（スペシャル）
- デザイン - 山田栄、清水袈裟寿
- メイク - 伊藤紀子、森崎須磨子（連続ドラマ）
- 化粧 - 中田マリ子（スペシャル）
- 衣裳 - 大迫靖秀（連続ドラマ）、十河誠（スペシャル）
- 持道具 - 荒木邦世（連続ドラマ）、川村玲子（スペシャル）
- 小道具 - 大村充、藤田明伸（連続ドラマ）、藤田明伸（スペシャル）
- 大道具 - 館山道雄、石田宗晴（連続ドラマ）、館山道雄（スペシャル）
- 資料協力 - 日本設計（スペシャル）
- ロケ協力 - 天神山スキー場（スペシャル）
- 絵画提供 - 近藤珠実（スペシャル）
- 美術制作 - 丸谷時茂、吉田元昭（連続ドラマ）、丸谷時茂（スペシャル）
- 美術 - 吉田元昭（連続ドラマ）
- 選曲 - 戸高良行
- 編集 - 小幡正人、佐藤陽士（連続ドラマ）、小幡正人（スペシャル）
- 制作補 - 松村聖治、久保徹、酒井昌雄（連続ドラマ）、百武健之（スペシャル）
- 演出補 - 久保徹、井上順次、戸髙正啓、田澤保之（連続ドラマ）、酒井昌雄、遠藤正人（スペシャル）
- T・K - 市島恵子、稲葉明子（連続ドラマ）
- 記録 - 市島恵子（スペシャル）
- デスク - 小沢通子、小茂田陽子（スペシャル）
- プロデューサー - 遠藤環
- 演出 - 松田幸雄、森山享（連続ドラマ）、松田幸雄（スペシャル）
- 製作著作 - TBS

## 放送日程

### 連続ドラマ
| 話数 | 放送回 | 放送日         | サブタイトル               | 脚本   | 演出     | 視聴率 |
| ---- | ------ | -------------- | -------------------------- | ------ | -------- | ------ |
| 1    | 第一回 | 1988年08月24日 | 今夜は修羅場               | 今野勉 | 松田幸雄 | 14.8%  |
| 2    | 第二回 | 08月31日       | お茶くみ女は恋愛しない?!   | 今野勉 | 松田幸雄 | 12.4%  |
| 3    | 第三回 | 09月07日       | お見合いナドに抵抗ないです | 今野勉 | 森山享   | 13.8%  |
| 4    | 第四回 | 09月14日       | 二人でいればソノ気は育つ   | 今野勉 | 森山享   | 14.6%  |
| 5    | 第五回 | 09月21日       | ワガママ一生懸命           | 今野勉 | 松田幸雄 | 11.1%  |
| 6    | 最終回 | 09月28日       | 純愛ありがとう             | 今野勉 | 松田幸雄 | 16.6%  |

### スペシャル
| 放送日         | サブタイトル                   | 脚本   | 演出     | 視聴率 |
| -------------- | ------------------------------ | ------ | -------- | ------ |
| 1989年03月29日 | 意外とシングルガールスペシャル | 今野勉 | 松田幸雄 | 16.5%  |

## 備考
- 第2話 - 最終話オープニングの美樹の幼少時の写真については、美樹を演じる今井の実際のものを使用。